# انجمن ملی سازمان‌های پلیس
انجمن ملی سازمان‌های پلیس (به انگلیسی: National Association of Police Organizations) (به اختصار: NOPC) نپو یک ائتلاف آمریکایی است که نماینده پلیس، مأموران اجرای قانون، اتحادیه‌های پلیس و انجمن‌های افسران محلی است که در سال ۱۹۷۸ بنیانگذاری شده است. این انجمن نماینده بیش از ۲٬۰۰۰ واحد و انجمن پلیس، ۲۴۱٬۰۰۰ افسر، ۱۱٬۰۰۰ مأمور بازنشسته و بیش از ۱۰۰٬۰۰۰ نفر دیگر را که مستقیماً با پلیس در ارتباط نیستند می‌باشد. انجمن حامی جایزه بهترین پلیس برای دستاوردهای برجسته افسران پلیس است و بیل جانسون مدیر اجرایی آن می‌باشد.

## جایزه بهترین پلیس
انجمن ملی سازمان‌های پلیس نامزدها را از افسران پلیس دیگر درخواست می‌کند، که از بین آن هر سال برگزیدگان پلیس برتر انتخاب می‌شوند. از برگزیدگان با یک شام تقدیر می‌شود. مراسم اهدای جوایز به عنوان یک فرصت تبلیغاتی با حضور مدیران ارشد دولتی و تصمیم گیرندگان کلیدی در زمینه‌های متنوع اجرای قانون انجام می‌شود. چندین شرکت مالی، گروه‌های بیمه و تولید کننده اسلحه به عنوان حامیان شام سال ۲۰۱۸ معرفی شده‌اند.

## حمایت
در ژوئیه ۲۰۲۰ انجمن ملی سازمان‌های پلیس حمایت خود را از دونالد ترامپ برای انتخابات ریاست‌جمهوری آمریکا ۲۰۲۰ اعلام کرد.